# Johannes II. (Papst)
Johannes II. († 8. Mai 535) war vom 2. Januar 533 bis zu seinem Tode Papst.

## Leben
Sein Geburtsname war Mercurius, er war der Sohn von Projectus und wurde in Rom geboren. Er war der erste Papst, der nach seiner Wahl seinen Namen änderte, denn er wollte als Papst nicht den Namen des römischen Gottes Mercurius tragen. Vor seiner Wahl zum Papst war er Priester an der römischen Kirche San Clemente. Seiner Wahl gingen längere Auseinandersetzungen voraus, da sein Vorgänger Bonifatius II. eigentlich Vigilius zum Nachfolger bestimmt hatte.
Im Liber Pontificalis wird berichtet, dass er ein persönliches Glaubensbekenntnis vom byzantinischen Kaiser Justinian I. erhalten habe, ebenso wertvolle Geschenke.
Er legte fest, dass die Wahl zum Papst der Zustimmung des ostgotischen Königs bedurfte; dieses Recht wurde später auf den oströmischen Kaiser übertragen.